# Volleybalvereniging Set-Up'65 2021-2022
Questa voce raccoglie le informazioni riguardanti il Volleybalvereniging Set-Up'65 nelle competizioni ufficiali della stagione 2021-2022.

## Organigramma societario
Area direttiva
- Presidente: Matthijs Bult

Area tecnica
- Primo allenatore: Brahim Abchir

## Rosa
| N° | Nome              | Ruolo | Data di nascita   | Nazionalità sportiva |
| -- | ----------------- | ----- | ----------------- | -------------------- |
| 3  | Jorieke Bodde     | O     | 5 maggio 1996     | Paesi Bassi          |
| 4  | Joanne Brilhuis   | S     | 8 gennaio 2004    | Paesi Bassi          |
| 5  | Luna Broekhuis    | L     | 14 maggio 2003    | Paesi Bassi          |
| 6  | Elyne Nijhus      | C     | 9 giugno 2003     | Paesi Bassi          |
| 7  | Daphne Broekhuis  | P     | 29 aprile 2001    | Paesi Bassi          |
| 9  | Marlies Eertman   | C     | 23 febbraio 1996  | Paesi Bassi          |
| 10 | Femke Vlutters    | P     | 19 novembre 2002  | Paesi Bassi          |
| 11 | Frederieke Zwiers | L     | 27 ottobre 2000   | Paesi Bassi          |
| 12 | Daniek Lentfert   | O     | 23 settembre 2002 | Paesi Bassi          |
| 13 | Pien Vos          | S     | 5 aprile 2001     | Paesi Bassi          |

## Statistiche

### Statistiche di squadra
| Competizione          | Punti | In casa | In casa | In casa | In trasferta | In trasferta | In trasferta | Totale | Totale | Totale |
| Competizione          | Punti | G       | V       | P       | G            | V            | P            | G      | V      | P      |
| --------------------- | ----- | ------- | ------- | ------- | ------------ | ------------ | ------------ | ------ | ------ | ------ |
| Eredivisie            | 10/4  | 15      | 3       | 12      | 14           | 0            | 14           | 29     | 3      | 26     |
| Coppa dei Paesi Bassi | -     | 1       | 0       | 1       | 2            | 2            | 0            | 3      | 2      | 1      |
| Totale                | -     | 16      | 3       | 13      | 16           | 2            | 14           | 32     | 5      | 27     |

Nel computo è incluso l'incontro della Pool B, successivamente annullato, contro l'Eurosped.

### Statistiche delle giocatrici
Dati non disponibili.